# Belarbi
Pour les articles homonymes, voir Kader Belarbi.
Belarbi – anciennement Baudens durant la période française – est une commune située dans la wilaya de Sidi Bel Abbès en Algérie.

## Géographie
| Tilmouni    | Tilmouni; Zerouala | Mostefa Ben Brahim |
| Hassi Dahou | Belarbi            | Mostefa Ben Brahim |
| Tenira      | Tenira             | Oued Sefioun       |

### Lieux-dits, hameaux, et quartiers
- Belarbi centre - chef-lieu[2]
- 5 douars :
- 1 Mha'da
- 2 Sidi Saïd
- 3 Bouah'da
- 4 Khemamla
- 5 Sebab'ha

## Histoire
Belarbi est un village préhistorique, appelé autrefois El-Kçar et aussi Hamar Z'ga avant de devenir Baudens et enfin Belarbi.

### Station préhistorique de la sablière d'El-Kçar
« Nous pouvons préciser certaines caractéristiques de la station de la Sablière d’El-Kçar, et les réflexions qu’elle suggère.

Nous sommes en présence d’une industrie « ibéromaurusienne » d’une extrême pauvreté, pratiquement limitée aux lamelles à bord abattu. Elle est de fabrication locale, ainsi que nous l’indique la présence de nucleus, de lamelles brutes et de nombreux éclats.

Le silex employé est de très mauvaise qualité, et les pièces travaillées sont d’une mauvaise facture.

La nourriture comportait peu d’escargots ; les restes d’ossements d’animaux sont brisés, calcinés, la plupart indéterminables.

On note la présence de fragments d’œuf d’autruche, souvent noircis par le feu.

L’usage de l’ocre est attesté par plusieurs fragments, rouges ou jaunes.

D’épaisses couches de sable, d’environ 1 mètre, séparant des foyers superposés, on peut supposer que l’occupation du lieu n’était pas constante.

Il est possible que les Ibéromaurusiens d’El-Kçar aient possédé un outillage différent, ou plus complet, lorsqu’ils habitaient d’autres lieux, à condition de vie différente.

Le complexe industriel, tel qu’il se présente, indique un « moment » ou un « état » de l’ethnie ibéromaurusienne qu’il faut accepter comme un témoignage précieux et irréfutable, étant absolument dépourvu de tout mélange du fait de la position des foyers. »

— Charles Goetz, « Le foyer « A » de la sablière d'El-Kçar (Algérie) » in Bulletin de la Société préhistorique française, Études et travaux, tome 62 no 2, pp. 455-464, 1965